# 扶摇窑址
扶摇窑址，是位于中国福建省宁德市蕉城区九都镇扶摇村的一个元代、明代古遗址，宁德市（县级）人民政府于1992年12月将其公布为第二批县级文物保护单位。
扶摇窑址发现于1985年，总面积约3000平方米，瓷片堆积层达1—1.5米，有垫饼、支圈、匣钵和碗片等，为青瓷材质。